# Pińczów
Pińczów est une ville de Pologne, dans la voïvodie de Sainte-Croix et dans le powiat de Pińczów. Elle s'étend sur une surface de 14,32 km2 et comptait 12 304 habitants en 2005. Pińczów fait partie de la province historique de la Petite-Pologne. Cette ville est située dans la vallée de la Nida, proche des Monts Sainte-Croix.

## Histoire

### Naissance de la ville
L'origine de la ville de Pińczów remonte au XIIe siècle et elle est liée à une carrière qui y est exploitée. Elle fut protégée par une petite place forte, détruite probablement en 1241 lors de la première invasion mongole. Au cours de la première moitié du XIVe siècle, un château gothique est érigé  à sa place, au pied duquel un village se développe,  appelé initialement Piędziców, Pandziczów puis, vers 1470, Pyandzyczów. Le nom actuel de Pińczów entre dans l'usage à partir du XVIe siècle. 
Le nom des premiers seigneurs des lieux n’est pas connu. Au XVe siècle, le village devient le fiel de la puissante famille Oleśnicki. En 1424, son propriétaire l'évêque de Cracovie Zbigniew Oleśnicki y construit un château et fonde, en 1449, un monastère paulin. 
Le 21 septembre 1428, le roi Władysław II Jagellon accorde à Pińczów le statut urbain avec le privilège d'organiser des foires hebdomadaires et annuelles.

### Centre de la Reforme et son rayonnement culturel
En 1550, le calviniste Mikołaj Oleśnicki accueille dans sa ville des protestants dont, entre autres, les réformateurs italiens Andreas Osiander et Francesco Stancaro. À l’instigation de ce dernier, Oleśnicki expulse de Pińczów les moines catholiques et y fonde l’académie protestante. Son premier recteur est Grzegorz Orszak de l'université de Cracovie. Pierre Statorius, Francesco Lismanini, Jerzy Szoman et Jean Thenaud y sont professeurs. Pińczów est aussi un lieu de débat théologique. Vingt deux synodes calvinistes sont tenus à Pińczów entre 1550 et 1563 et de nombreux représentants du mouvement réformateur de toute l'Europe viennent dans la ville. C'est ici que s'installe à son retour en Pologne Jan Łaski, l'organisateur des Églises reformée en Frise Orientale et en Angleterre et le fondateur de l’Église reformée polonaise. Il est enterré dans le presbytère de l'église locale après sa mort.

Pour son rayonnement culturel, Pińczów est parfois appelée l’Athènes sarmate. C'est ici en juin 1559, dans l'église Saint-Jean-l'Évangéliste, qu'a lieu la première lecture publique du désormais célèbre hymne de Jan Kochanowski "Que voulez-vous de nous, Seigneur, pour vos dons généreux ?" salué tant par les protestants que les catholiques. C'est également à Pińczów que naît la Bible de Brest, la première bible protestante traduite en polonais (1558 -1563). Elle est parfois appelée Bible de Pińczów. La ville se dote d'une imprimerie, fondée par Daniel de Łęczyca et très active dans les années 1558-1562. Andrzej Frycz Modrzewski y imprime ses œuvres. 

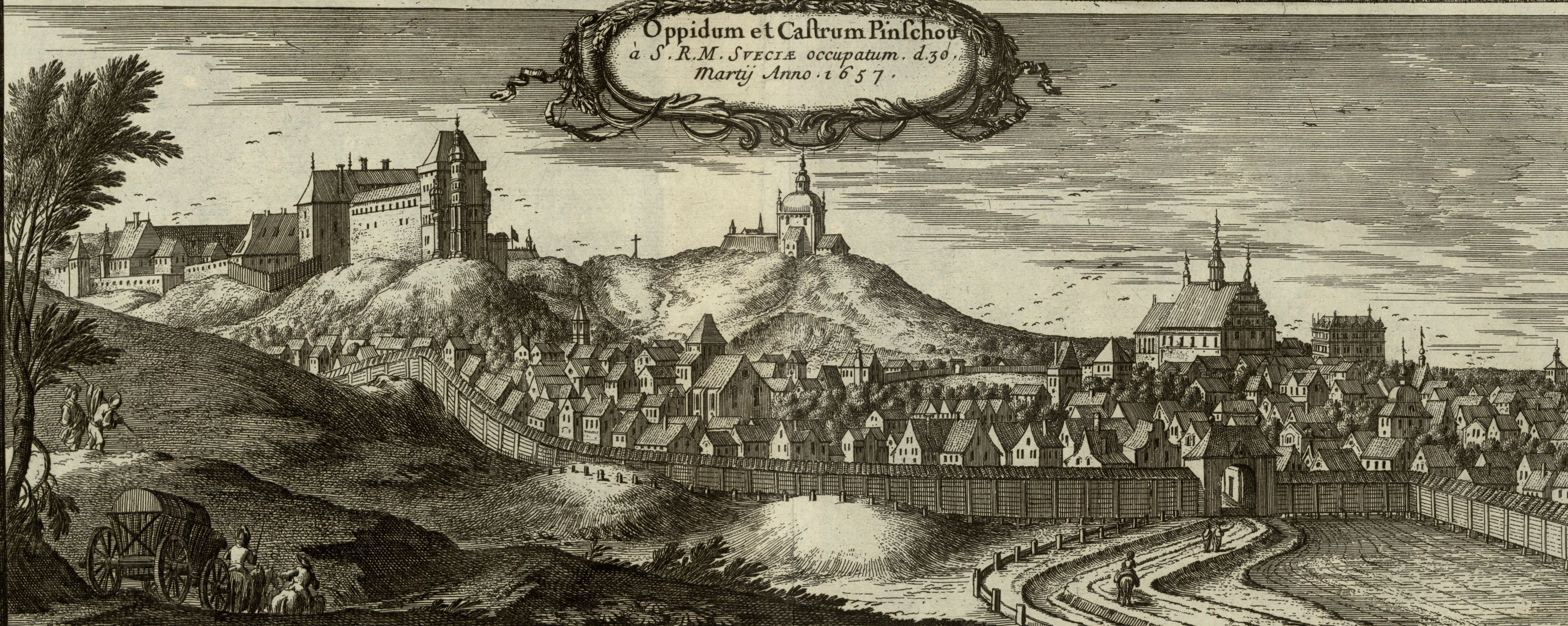
Panorama de Pińczów en 1657.

### XVI – XIX siècles
En 1586, l’évêque de Cracovie Piotr Myszkowski acquiert la ville et y lance la Contre-réforme. Les moines paulins reviennent à Pińczów, et à la fin du XVIe siècle, la famille Myszkowski rénove le château qui devient sa résidence.
La famille Myszkowski devient rapidement l'une des plus influentes au sein de la république des Deux Nations. Les héritiers de l'évêque - Zygmunt et Aleksander Myszkowski sont adoptés vers 1597 par la famille princière Gonzag de Mantoue et arborent désormais les armoiries et le nom Gonzag. Le pape Clément VII leur donne le titre de margrave à Mirów. Ce titre était associé au château Mirów de Książ Wielki. En 1601, la famille Myszkowski obtient de la Diète polonaise l'autorisation d'établir un majorat (ordynacja rodowa).
En 1592, Zygmunt Myszkowski fonde la ville de Mirów, absorbée en 1612 par Pińczów qui se développe. La ville est entourée d'un mur défensif, avec quatre portes. De nombreux artisans étrangers, notamment italiens, écossais, allemands et français y travaillent.
C'est à cette époque que le premier Kahal est fondé dans la ville, les premiers Juifs étant arrivés à Pińczów dans la première moitié du XVIe siècle. En 1594, Zygmunt Myszkowski leur accorde de premiers privilèges dont l'autorisation de construire une synagogue. Des écoles juives, des imprimeries et des bibliothèques sont également créées. Au XVIIIe siècle, Pińczów deviendra l'un des centres juifs les plus importants de la Petite-Pologne. En 1765, 2 862 Juifs y vivent, et en 1856 - 2 877, soit 70 % de la population.
En 1657, Pińczów est détruit par les soldats suédois lors de la guerre qui est passée dans l'histoire polonaise comme « déluge suédois ». Après la bataille de Kliszów en 1701, la ville est  à nouveau prise et pillée par l'armée suédoise.
Après la mort du dernier Gonzaga-Myszkowski à la fin du XVIIIe siècle, Pińczów passe à la famille Wielkopolski. Les ravages de la guerre contre les Russes contribuent au déclin de la ville. En 1795, à la suite des partages de la Pologne, Pińczów se retrouve en Autriche. En 1815, Pińczów devient une partie intégrante du royaume du Congrès, royaume polonais sous tutelle russe. Dans les années 1820, la ville comptait environ 4 000 habitants.
La capitale juive contribue au développement économique de la ville au XIXe siècle qui voit la création de l'usine de tissus de Rosenberg, de l'usine de produits en coton et de la teinture de Berenstein. 
Après la renaissance de la Pologne comme État souverain en 1918, la ville est rattachée à la voïvodie de Kielce. 
En 1939, 3 500 Juifs vivaient à Pińczów.

### La Seconde Guerre mondiale
Pińczów est détruit par les troupes allemandes en septembre 1939, et presque tous ses Juifs sont tués ou déportés dans le camp d’extermination de Treblinka. Quelques-uns survécurent en se cachant dans les forêts alentour, et d’autres, bien que très peu, furent cachés par des fermiers polonais des environs jusqu’à la fin de la guerre. Le cimetière juif fut également détruit. Les restes de ce cimetière sont visibles près de la synagogue. Les morceaux des pierres tombales, ornées de symboles religieux et des noms en hébreu seront utilisées après la guerre pour construire un muret d’enceinte autour de la synagogue.

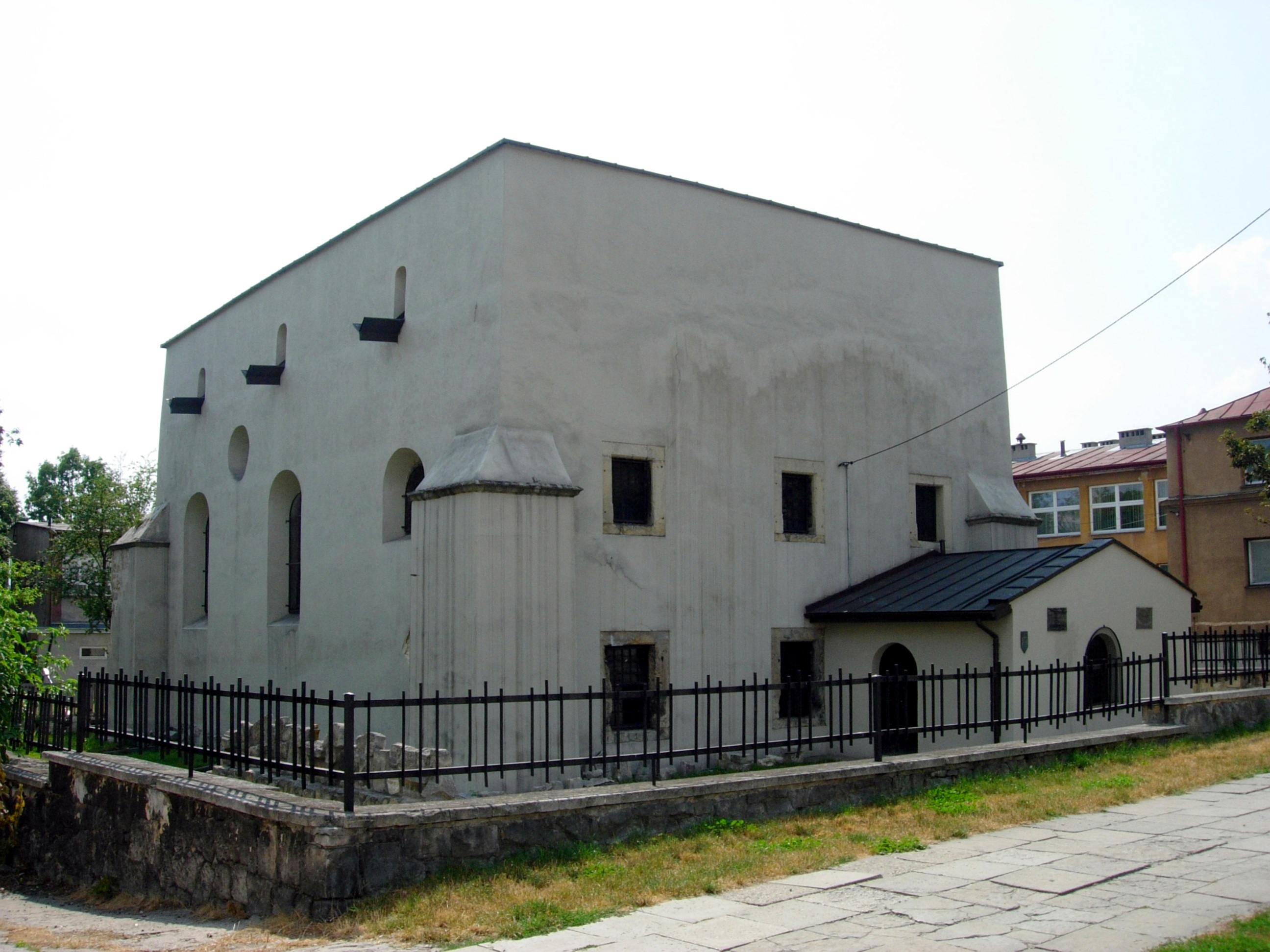
Synagogue de Pińczów.

La résistance contre l'occupant est très vive dans la région. Deux attaques sont menées contre la prison de la Gestapo, permettant de libérer de centaines de prisonniers.
La république de Pińczów est un moment glorieux de l’histoire de la ville et de sa région. En juillet-août 1944, des unités de maquisards de l’Armia Krajowa (Armée de l’intérieur) et de unités affiliés repoussèrent l’armée allemande d’un territoire de 1 000 km2 autour des villes de Pińczów jusqu’à Działoszyce, et de Nowy Korczyn jusqu’à Nowe Brzesko, avant d’être écrasés par une concentration de troupes de la Wehrmacht et victimes du manque de ravitaillement.

## Sites touristiques

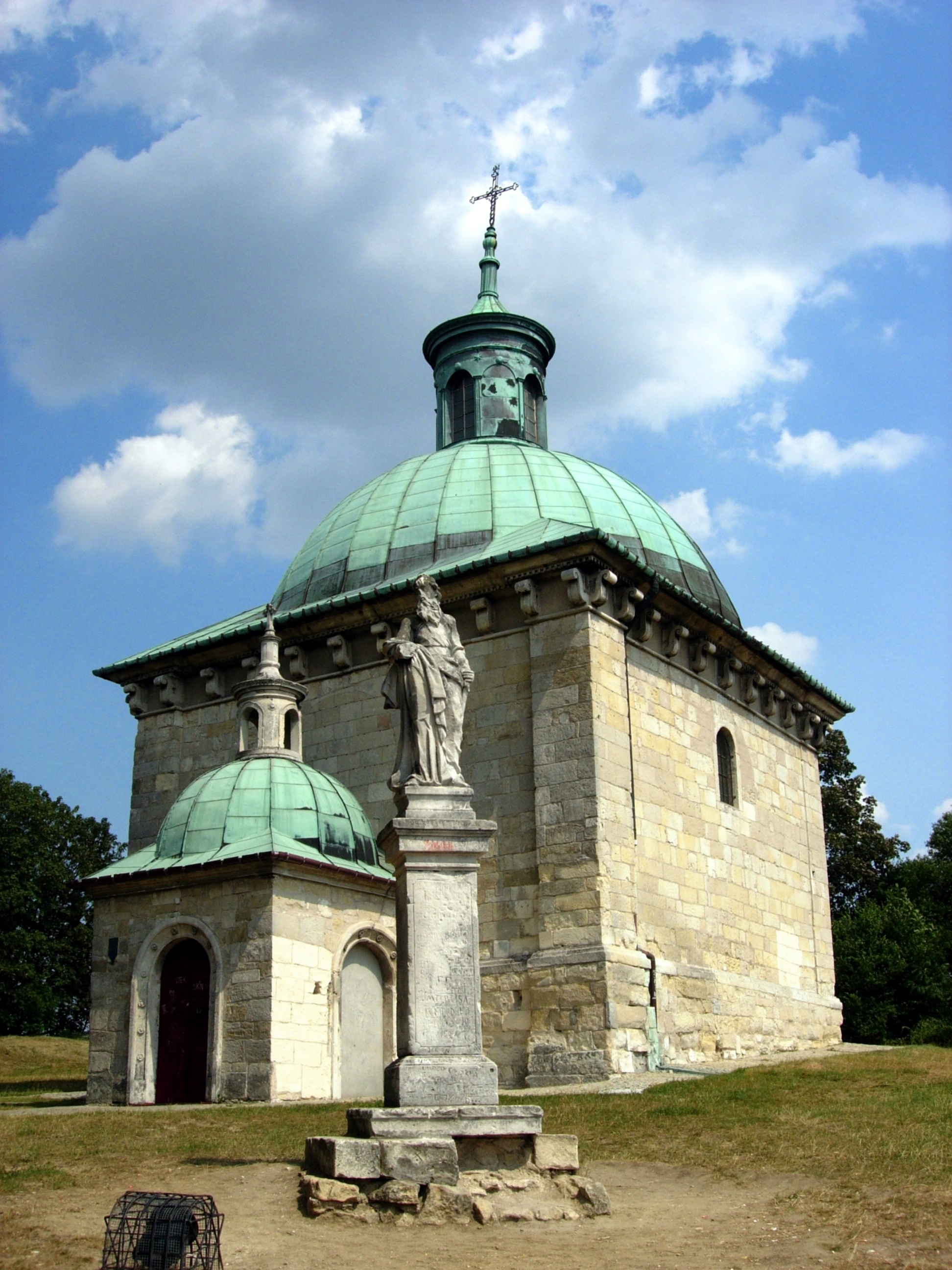
La chapelle St Anne.

- Les ruines du château du XIIIe siècle.
- Le palais du XVIIIe siècle de la famille Wielkopolski
- L'ancien complexe monastique de l'ordre de Saint Paul, fondé par Zbigniew Oleśnicki en 1499 qui abrite aujourd'hui le musée de la ville et d’Adolf Dygasiński, enfant du pays et poète naturaliste.
- La chapelle Sainte-Anne de 1600
- Maison des Frères polonais qui abritait l’imprimerie calviniste, actuellement utilisée comme branche locale des archives nationales polonaises.
- La vieille Synagogue de Pińczów construite entre 1594 et 1609, actuellement l'une des plus anciennes synagogues en Pologne
- Quelques tombes remarquables du XIXe siècle dans un carré du cimetière de Pińczów.
- Monastère de l'ordre des Frères mineurs, fondé en 1587 par l’évêque Piotr Myszkowski.

## Sports
La ville accueille un club sportif, le « Nida Pińczów », fondé en 1946

## Jumelages
- Bystřice (Tchéquie)
- Svodín (Slovaquie)
- Tata (Hongrie)
- Caudry (France)